# Równowaga ogólna
Teoria równowagi ogólnej – teoria wyjaśniająca zachowanie podaży, popytu i cen w całej gospodarce z kilkoma rynkami jednocześnie oddziałującymi na siebie. Teoria ta kontrastuje z teorią równowagi cząstkowej, która analizuje tylko pojedyncze rynki.
Początki teorii równowagi ogólnej sięgają lat 70. XIX wieku, a w szczególności pionierskiego dzieła francuskiego ekonomisty Leona Walrasa pt. Éléments d’économie politique pure (pol. Elementy czystej ekonomii politycznej) z 1874. Z tego też powodu równowaga ogólna bywa nazywana równowagą walrasowską.

## Historia
Pierwszą próbę w ekonomii neoklasycznej modelowania cen dla całej gospodarki podjął Leon Walras, który jest przedstawicielem szkoły lozańskiej. Według niego w analizie równowagi ogólnej dopuszcza się zmienność dużej liczby czynników i ich wzajemne oddziaływanie na siebie. Dla porównania w analizie równowagi cząstkowej dopuszcza się zmienność tylko nielicznych czynników, a co do całej reszty zakłada się, że są stałe.
Walras przyjął, że gospodarka rynkowa składa się tylko z gospodarstw domowych i przedsiębiorstw bez sektora państwowego i zagranicznego. Doszedł on do wniosku, że w stanie równowagi strumień dochodu gospodarstwa domowego będzie równy wydatkom tego gospodarstwa. Wydatek na dane dobro finalne jest iloczynem jego ceny pomnożonej przez jego ilość skonsumowaną lub pożądaną w stanie równowagi.
W analizie równowagi walrasowskiej niedopuszczalne jest założenie, że ceny finalne lub ceny czynników są dane. W tym systemie wszystkie ceny wyznaczają się wzajemnie. Ceny dóbr finalnych wpływają na ceny wszystkich innych czynników produkcji. Walras chciał również pokazać, że jego model osiąga równowagę na rzeczywistych rynkach. W tym celu wprowadził teorię Tǎtonnement, czyli „szukanie po omacku”. Jest to proces dostosowywania się cen towarów do ich poziomu w równowadze. Był to proces prób i błędów, w którym po zaproponowanej cenie, konsumenci na rynku zgłaszali popyt, a firmy podaż. Gdyby istniała nadwyżka podaży nad popytem, wówczas cena zostałaby obniżona. Miało to na celu zmniejszenie liczby dostaw, aby więcej żądano dystrybucji. W ten właśnie sposób udowodnił, że ceny „po omacku” osiągną równowagę.
Stworzony przez Walrsa model równowagi ogólnej opisuje tylko powiązania funkcjonalne między popytem, podażą i ceną. Pomija jednak zakłócenia równowagi oraz warunki jej przywrócenia.
Zaprezentowany przez Walrasa model równowagi ogólnej służył za podstawę do dalszych rozwinięć teoretycznych. W teorii Walrasa występują braki, ponieważ jest ona zbyt ogólna, co powoduje, że ma niewielkie znaczenie praktyczne. Leon Walras zapisał stan równowagi ogólnej w postaci złożonego układu równań, ale nie przedstawił jednak dowodu matematycznego jego istnienia. Dowód ten zaprezentowali dopiero w 1954 roku dwaj ekonomiści: Kenneth J. Arrow i Gerard Debreu.
W opozycji do teorii równowagi ogólnej Leona Walrasa, pod koniec XIX wieku rozwijana była marshallowska teoria podaży i popytu będąca przykładem analizy równowagi cząstkowej. W równowadze tej, ustalenie ceny towaru jest uproszczone poprzez wyznaczenie ceny jednego towaru i założenie, że ceny wszystkich innych towarów pozostaną stałe. Teoria ta zakłada, że sytuacja na większości rynków nie ma wpływu na analizowany rynek i bada go w oderwaniu od innych. Teoria opracowana przez Marshalla opierają się przede wszystkim na teorii cen, popytu i równowagi rynkowej. Uważał, że te trzy czynniki są od siebie zależne, a popyt i podaż w takim samym stopniu oddziałują na wielkość cen.
Według Marshalla poziom cen rynkowych towarów wyznaczony jest przez stosunek ceny popytu i ceny podaży. W zależności od tego stosunku na rynku mogą występować tendencje do zwiększenie lub obniżenia produkcji. W ten sposób stan równowagi ukształtuje się w punkcie zrównoważenia ceny popytu z ceną podaży. Równowagi cząstkowe wyznaczone na podstawie analizy marshallowskiej nie muszą jednak gwarantować czyszczenia się rynków, co stanowi główną oś krytyki tego ujęcia.

## Współczesne ujęcie
Współczesna koncepcja równowagi ogólnej została opracowana wspólnie przez Kennetha Arrowa, Gerarda Debreu oraz Lionela W. McKenziego w latach 50. XX wieku. Badali oni, czy gospodarka może być w równowadze na wszystkich rynkach jednocześnie oraz jakie są właściwości tak osiągniętej równowagi.
Równowaga ogólna w modelach Arrowa-Debreu ukazuje, że system ekonomiczny może zostać przeanalizowany poprzez użycie neoklasycznych założeń takich jak indywidualna racjonalność czy czyszczenie się rynków.
Duży wpływ na równowagę miał również Paul Samuelson. Według Samuelsona warunki równowagi i stabilność są dwuczęściową konstrukcją leżącą u podstaw teorii ekonomicznej. Uważał, że konstrukcja teoretyczna, która stanowi podstawę poszczególnych mikroteorii jest oparta na dwóch bardzo ogólnych hipotezach dotyczących równowagi oraz stabilności. Podejście to ilustruje opracowaniem minimalizacji kosztów i maksymalizacji zysków przedsiębiorstwa, maksymalizacji zadowolenia konsumenta oraz teorią dobrobytu.

## Definicja równowagi ogólnej w gospodarce wymiany
Zakładamy, że istnieje {\displaystyle n} konsumentów z ustalonymi preferencjami na zestawie konsumpcyjnym {\displaystyle X_{i}\subset R_{+}^{K}} reprezentowanymi przez funkcję użyteczności {\displaystyle u_{i}\colon X_{i}\to R.} Każdy konsument ma początkowe wyposażenie {\displaystyle e_{i}\in X_{i}.} Gospodarkę możemy opisać jako zestaw zmiennych {\displaystyle E=(X_{i},u_{i},e_{i})_{i=1}^{n}.} Wektor {\displaystyle x} taki, że {\displaystyle x\in x_{i=0}^{n}} nazywamy alokacją, wtedy gdy spełnia ona równanie {\displaystyle \sum _{i=1}^{n}x_{1}=\sum _{i=1}^{n}e_{1}} nazywane warunkiem czyszczenia rynków lub dostępności. Formalna definicja:
Równowaga konkurencyjna E jest parą {\displaystyle (p^{*},x^{*})} taką, że {\displaystyle p^{*}\in R_{+}^{K}\land x^{*}\in \times _{i=1}^{n}X_{i}} oraz konsumenci maksymalizują swoją użyteczność (CM) i rynki się czyszczą (MC):
(CM) {\displaystyle {}\quad (\forall _{i})x_{i}^{*}\in \operatorname {arg\ max} _{xi\in X}u(x_{i})\,s.t.\;p^{*}\cdot x_{i}\leqslant p^{*}\cdot e_{i}}
(MC) {\displaystyle {}\quad \textstyle \sum \limits _{i=1}^{n}x_{i}^{*}=\sum \limits _{i=1}^{n}e_{i}}.

## Definicja równowagi ogólnej w gospodarce produkcyjnej
Istnieje {\displaystyle m} firm z zestawem produkcyjnym {\displaystyle Y_{j}\subset \mathbb {R} ^{K}.} Dodatnie wartości wektora {\displaystyle y\in Y_{j}} oznaczają produkcję, a ujemne wkład. Zysk firmy {\displaystyle j} oznaczony jest {\displaystyle \pi _{j},} a część firmy {\displaystyle j,} którą posiada konsument {\displaystyle i} oznaczona jest przez {\displaystyle \theta _{i},j\in [0,1].} Każdy konsument ma wyposażenie początkowe {\displaystyle e_{i}\in X_{i},} użyteczności {\displaystyle u_{i}:X_{i}\to \mathbb {R} _{+}} i posiada część dochodów każdej z firm {\displaystyle \theta _{i,1},\dots ,\theta _{i,j}.} Równowaga konkurencyjna jest zdefiniowana jako {\displaystyle x^{*},y^{*},p^{*}} i zysk {\displaystyle \pi ^{*}} tak, że {\displaystyle \forall i,j} {\displaystyle x_{i}^{*}\in X_{i},} {\displaystyle y_{j}^{*}\in Y_{j}} oraz {\displaystyle p^{*}\in \mathbb {R} _{+}^{K}} takie, że:
(CM) {\displaystyle {}\quad (\forall i)x_{i}^{*}\in \operatorname {arg\ max} _{x_{i}\in X_{i}}u(x_{i})} taki, że {\displaystyle p^{*}\cdot e_{i}+\textstyle \sum \limits _{j=1}^{m}\theta _{i,j}\pi _{j}^{*},}
(FM) {\displaystyle {}\quad (\forall i)p^{*}\cdot y_{j}^{*}\geqslant p^{*}\cdot y_{j}} dla każdego {\displaystyle y_{j}\in Y_{j}} oraz {\displaystyle \pi _{j}^{*}=p^{*}\cdot y_{j}^{*},}
(MC) {\displaystyle {}\quad \textstyle \sum \limits _{i=1}^{n}x_{i}^{*}=\sum \limits _{i=1}^{n}e_{i}+\sum \limits _{j}^{m}y_{j}^{*}.}
W tej definicji w porównaniu z równowagą ogólną w gospodarce wymiany został dodany warunek maksymalizacji zysku firmy (FM). W równowadze konsument przyjmuje cenę i wysokość zysków firm za ustalone.

## Pierwsze twierdzenie dobrobytu
Zakładamy, że każde {\displaystyle X_{i}=R_{+}^{K}} oraz {\displaystyle u_{i}} jest ściśle rosnące. Jeśli {\displaystyle p^{*},x^{*}} jest równowagą konkurencyjną to {\displaystyle x^{*}} jest efektywny w sensie Pareto.
Pierwsze twierdzenie ekonomii dobrobytu mówi, że równowaga rynkowa jest efektywna w rozumieniu Pareto (Optimum w sensie Pareta). W czystej gospodarce wymiany, warunkiem wystarczającym do przyjęcia pierwszego twierdzenia są lokalnie nienasycone preferencje. Jeśli {\displaystyle (p^{*},x^{*})} jest punktem równowagi rynkowej, a wszyscy uczestnicy rynku są cenobiorcami, a także wszystkie transakcje dokonywane są dobrowolnie, a dodatkowe preferencje spełniają warunek lokalnego nienasycenia to {\displaystyle x^{*}} jest efektywna w sensie Pareto (nie ma sposobu poprawy sytuacji któregoś z uczestników wymiany bez pogorszenia sytuacji kogoś innego).
Wnioskiem z tego twierdzenia jest to, że gdy powstają nieefektywne systemy równowagi, nie można winić samego systemu rynkowego, lecz pewnego rodzaju niedoskonałości rynku.

## Drugie twierdzenie ekonomii dobrobytu
Niech {\displaystyle x^{*}} będzie Pareto optymalne, takie że {\displaystyle (\forall _{i,k})x_{i,k}^{*}>0.} Zakładamy, że każde {\displaystyle u_{i}} jest ciągłe, quasi-wklęsłe i ściśle rosnące. Wtedy istnieje wektor cenowy {\displaystyle p^{*}\in R_{+}^{K},p^{*}\neq 0,} taki że {\displaystyle x^{*},p^{*}} jest równowagą konkurencyjną gospodarki z wyposażeniem {\displaystyle e_{i}=x_{i}^{*}}.
Jeśli wszystkie podmioty mają wypukłe preferencje, to zawsze będzie istniał taki zestaw cen i taka alokacja zasobu początkowego, przy których będzie możliwe osiągnięcie dowolnej optymalnej alokacji efektywnej w sensie Pareto w wyniku działań konkurencyjnego rynku, który doprowadzi do stanu równowagi. Należy podkreślić, że jest to możliwe tylko dla alokacji Pareto optymalnych, a nie każdej dowolnej alokacji. Warunki dla drugiego twierdzenia są silniejsze niż te dla pierwszego, ponieważ preferencje konsumentów i zestawy produkcyjne muszą być wypukłe.